# Дурастанти, Маргерита
Маргерита Дурастанти (итал. Margherita Durastanti; ок. 1685 — после 1734) — итальянская оперная певица (сопрано). Известна своими ролями в операх Генделя.

## Биография
Дата и место рождения Маргериты Дурастанти неизвестны. Возможно, она родилась около 1685 года в одном из городов области Венеция. Не сохранилось также никакой информации о ранних годах её жизни и о том, где и у кого она училась музыке. Её первые выступления состоялись в 1700 году в Венеции и в Мантуе. С 1707 по 1709 год она состояла на жалованье у маркиза Франческо Мария Русполи Марескотти в Риме. В этот период в Риме находился Георг Фридрих Гендель, который написал для певицы несколько кантат, в том числе L’Armida abbandonata, Amarilli vezzosa, Sans y penser и No se emenderá iamas. Для неё же была создана партия Магдалины в его оратории «Воскресение», впервые исполненная в апреле 1708 года в палаццо Бонелли, в присутствии папы Климента XI. Понтифика возмутило участие женщины в произведении на евангельский сюжет, и в последующих постановках эту партию исполнял певец-кастрат.
С 1709 года Маргерита Дурастанти стала ведущей солисткой венецианского театра Сан-Джованни-Кризостомо. В числе прочего она пела в девяти операх Лотти и Поллароло, а также исполнила заглавную роль в «Агриппине» Генделя. В 1710—1711 годах она выступала в Болонье и в Реджо-нель-Эмилия, в 1713 — в Милане, в 1714 — в Парме, в 1715 — во Флоренции. В сезон 1715—1716 годов Дурастанти пела в Неаполе, в том числе в пяти операх Скарлатти.
В 1718 году, по приглашению Франческо Верачини, певица приехала в Дрезден. Гендель, услышав её выступление в «Феофане» Лотти, пригласил Дурастанти в Лондон, где она пела в Королевской академии музыки, дебютировав в 1720 году в «Нумиторе» Джованни Порта. Там же она исполняла, в числе прочего, ведущие партии в «Радамесе» Генделя и «Нарциссе» Скарлатти.
В 1721 году у Маргериты, бывшей замужем за Казимиро Авеллони, родилась дочь. Крёстным отцом девочки стал сам король Георг I. Осенью 1721 года Дурастанти пела в Мюнхене, после чего сделала перерыв из-за болезни. С 1722 по 1724 год она продолжила выступления в Лондоне, а летом 1724 года пела в Париже. Основной её репертуар был связан с операми Генделя, который написал для неё такие роли, как Агриппина в одноимённой опере, Клелия в «Муции Сцеволе», Джисмонда в «Оттоне», Витиг в «Флавии», Таврид в «Ариадне на Крите» и пр. Их широкий драматический спектр говорит о том, что Дурастанти, вероятно, была талантливой актрисой. Нередко она выступала в мужских ролях, а её голос — изначально сопрано — постепенно снизился до меццо-сопрано.
В последний раз Маргерита Дурастанти выступала в сезоне 1733—1734 года. После этого её имя больше не упоминается ни в каких документах. Дата и место смерти певицы неизвестны.